# Tournoi de France 1988
Tournoi de France 1988 var en fotbollsturnering som spelades i Frankrike och Monaco tidigt i februari 1988. Fyra landslag deltog: Österrike, Marocko, hemmalaget Frankrike, och Schweiz.
Tävlingen var en utslagsturnering som spelades över tre dagar i Toulouse och Monaco. Finalen och matchen om tredje pris spelades i Monaco.

## Resultat
Semifinaler
|  | 2 februari 1988 | Marocko                        | 3 – 1 | Österrike | Stadium Municipal, Toulouse                        |                                                    |
|  |                 | Lachabi 54′ El Gharef 56′, 63′ |       | Ogris 32′ | Publik: 15 000 Domare: Claude Bouillet (Frankrike) | Publik: 15 000 Domare: Claude Bouillet (Frankrike) |
|  |                 |                                |       |           | Publik: 15 000 Domare: Claude Bouillet (Frankrike) | Publik: 15 000 Domare: Claude Bouillet (Frankrike) |
|  |                 |                                |       |           | Publik: 15 000 Domare: Claude Bouillet (Frankrike) | Publik: 15 000 Domare: Claude Bouillet (Frankrike) |

|  | 2 februari 1988 | Frankrike           | 2 – 1 | Schweiz    | Stadium Municipal, Toulouse                      |                                                  |
|  |                 | Passi 7′ Fargeon 9′ |       | Sutter 19′ | Publik: 10 348 Domare: Gérard Biguet (Frankrike) | Publik: 10 348 Domare: Gérard Biguet (Frankrike) |
|  |                 |                     |       |            | Publik: 10 348 Domare: Gérard Biguet (Frankrike) | Publik: 10 348 Domare: Gérard Biguet (Frankrike) |
|  |                 |                     |       |            | Publik: 10 348 Domare: Gérard Biguet (Frankrike) | Publik: 10 348 Domare: Gérard Biguet (Frankrike) |

Match om tredje pris
|  | 5 februari 1988 | Schweiz               | 2 – 1 | Österrike             | Stade Louis II, Monaco                          |                                                 |
|  |                 | Koller 25′ Sutter 65′ |       | Geiger 48′ (självmål) | Publik: 3 000 Domare: Michel Girard (Frankrike) | Publik: 3 000 Domare: Michel Girard (Frankrike) |
|  |                 |                       |       |                       | Publik: 3 000 Domare: Michel Girard (Frankrike) | Publik: 3 000 Domare: Michel Girard (Frankrike) |
|  |                 |                       |       |                       | Publik: 3 000 Domare: Michel Girard (Frankrike) | Publik: 3 000 Domare: Michel Girard (Frankrike) |

## Final
|  | 5 februari 1988 | Frankrike                         | 2 – 1 | Marocko     | Stade Louis II, Monaco                            |                                                   |
|  |                 | Lemriss 9′ (självmål) Stopyra 49′ |       | Lemriss 34′ | Publik: 10 000 Domare: Michel Vautrot (Frankrike) | Publik: 10 000 Domare: Michel Vautrot (Frankrike) |
|  |                 |                                   |       |             | Publik: 10 000 Domare: Michel Vautrot (Frankrike) | Publik: 10 000 Domare: Michel Vautrot (Frankrike) |
|  |                 |                                   |       |             | Publik: 10 000 Domare: Michel Vautrot (Frankrike) | Publik: 10 000 Domare: Michel Vautrot (Frankrike) |